# Tom Brokaw
Tom Brokaw, geboren als Thomas John Brokaw (Webster (South Dakota), 6 februari 1940), is een Amerikaans journalist, tv-presentator en schrijver. Hij werd vooral bekend als anchorman van de nieuwsrubriek Nightly News van het televisienetwerk NBC. Daarnaast kwam hij ook met andere tv-producties en schreef hij boeken en bijdragen voor kranten en tijdschriften.

## Levensloop

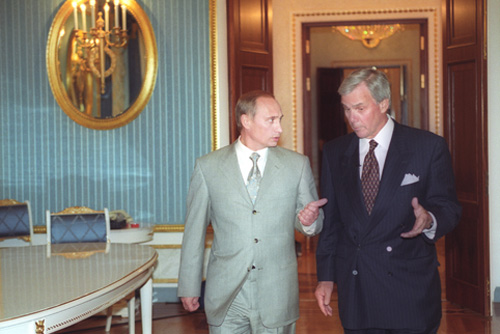
Brokaw met Poetin in 2000

Brokaw studeerde politicologie aan de Universiteit van South Dakota en werkte daarnaast als nieuwslezer. Na zijn studie werkte hij voor verschillende tv-zenders, onder meer van 1973 tot 1976 voor NBC als correspondent voor het Witte Huis. In deze hoedanigheid berichtte hij ook over het Watergateschandaal.
Voor NBC presenteerde hij vanaf 1982 de dagelijkse nieuwsrubriek Nightly News. Op 1 december 2004 was zijn laatste uitzending. Hij werd opgevolgd door Brian Williams.
In 1987 lukte het hem als eerste Amerikaanse journalist om een afzonderlijk interview te houden met Russisch president Michail Gorbatsjov. In 2000 lukte hem dit nogmaals voor het eerst met president Vladimir Poetin. Verder was hij er bij met berichtgeving over de Contra-rebellen in Nicaragua, de val van de Berlijnse Muur en viel hij in de prijzen met zijn berichtgeving over het conflict in Kosovo.

## Erkenning
Brokaw won talrijke onderscheidingen, waaronder de Peabody Award, zeven Emmy Awards en de Four Freedoms Award voor vrijheid van meningsuiting. Door de Amerikaanse veteranenbond werd hij onderscheiden met een American Legion Award. Bij elkaar kenden zes Amerikaanse universiteiten hem een eredoctoraat toe.
2005: Four Freedoms Award voor vrijheid van meningsuiting